# Haus Berghofen
Haus Berghofen war ein Rittergut im Emschertal. Es stand im heutigen Dortmunder Ortsteil Berghofen.

## Geschichte
Schon für das 13. Jahrhundert ist der Name Berghofen überliefert, denn bereits 1229 findet ein Theodericus von Berichoven Erwähnung. Mitte des 13. Jahrhunderts war Haus Berghofen ein Lehen des Arnsberger Grafen Gottfried II. von Arnsberg, das er dem Adalbert von Berghofen zu Eigen gab. Im 14. Jahrhundert wechselte die Lehnshoheit zu den Grafen von der Mark.
Während der Großen Dortmunder Fehde kämpften die Herren von Berghofen auf Seiten ihres Lehnsherrn, des Grafen Engelbert III. von der Mark. Im Verlauf der Kampfhandlungen wurde Engelbert von Berghofen am 27. Mai 1388 von den Dortmundern gefangen genommen, jedoch bald wieder freigelassen.
Der Neubau des Hauses Berghofen erfolgte 1684, nachdem das Haus im Dreißigjährigen Krieg beschädigt worden war. Der Neubau wurde vermutlich auf demselben Baugrund errichtet, jedoch wurde bis heute der Boden noch nicht archäologisch untersucht.
Nach dem 15. Jahrhundert wurde das Geschlecht der Berghofer nicht mehr erwähnt. 1486 war Gadert van Eyll Herr von Haus Berghofen. In den folgenden Jahren wurde der Besitz sehr häufig in der weiblichen Linie vererbt, sodass die Namen der Besitzer oft wechselten. Die Berghofer Linie starb 1711 mit Wilhelm Heinrich von Eickel schließlich aus. Das Haus wurde von nun an nur noch von Pächtern bewohnt. Von Eickels Witwe Catharina von Ossenbrock heiratete in zweiter Ehe Wilhelm Dietrich zu Elverfeldt. Das Haus blieb bis 1889 im Besitz seiner Familie.
Als Freiherr Ludwig von Elverfeldt im Juni 1889 ohne Erben starb, kam Haus Berghofen – gemeinsam mit vielen anderen Besitzungen wie zum Beispiel Haus Herbede und Haus Kotten – als Erbe an Ludwigs Cousin Viktor Hugo Freiherr von Rheinbaben. Da dieser ohne männliche Nachkommen starb, kam Berghofen durch Heirat an die Familien von Gemmingen bzw. von Wedel. Noch 1800 gehörten etwa 500 Morgen Land zum Besitz des Hauses Berghofen. 1905 erwarben die Dortmunder Stadtwerke 260 Morgen Wiese und Wald im Berghofer Wald für den Bau einer Wasserversorgungsanlage. Der Berghofer Wald wurde später zum Naherholungsgebiet umgewandelt. Etwa 100 Morgen Land erwarb nach dem Zweiten Weltkrieg der Ruhrsiedlungsverband, um das Land zu bebauen. 1966 schließlich kaufte der Bauunternehmer Hermann Sommerey Haus Berghofen. 1969 wurde es abgerissen. Erhalten geblieben ist bis heute nur die Scheune und ein Teil der alten Mauer an der Ecke Fasanenweg/Selzerstrasse.